# David Dunlap Observatory

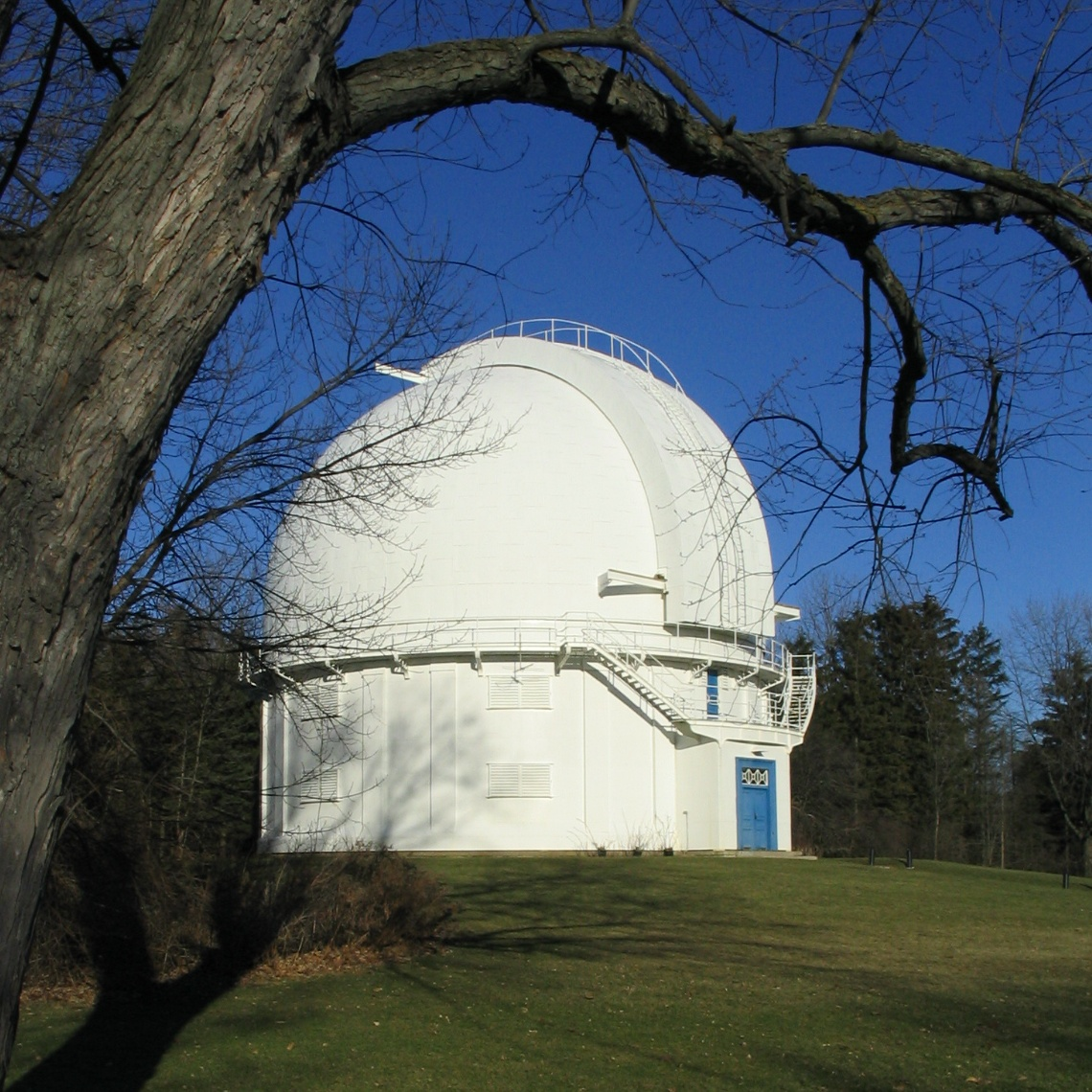
Kuppel des David Dunlap Observatory, die ein 1,88-m-Spiegelteleskop enthält

Das David Dunlap Observatory ist ein astronomisches Observatorium der University of Toronto im Norden der Stadt in Richmond Hill, Ontario. Es befindet sich auf einem ca. 76 Hektar großen Gelände.
Das Hauptteleskop des Observatoriums ist ein großes 1,88-m-Spiegelteleskop, das einst zweitgrößte Teleskop der Welt und heute immer noch größte Teleskop Kanadas. Neben dem großen Spiegelteleskop befinden sich noch weitere kleine Teleskope auf dem Gelände. Früher gab es sogar ein kleines Radioteleskop. Da das Observatorium mit 238 m ü. NN relativ tief liegt und mittlerweile von zahlreichen Siedlungen umgeben ist (und dadurch von vielen künstlichen Lichtquellen), ist die Leistungsfähigkeit deutlich geringer als bei anderen, abgelegeneren Observatorien. Trotzdem wird das Observatorium noch immer für Spektralastronomie genutzt. In der Vergangenheit hatte es bei der Erforschung von Kugelsternhaufen eine Pionierrolle und trug zu der Erkenntnis bei, dass es sich bei dem Röntgendoppelstern Cygnus X-1 um ein Schwarzes Loch handelt.

## Geschichte
Das Observatorium wurde am 31. Mai 1935 von Clarence Chant gegründet. Durch die zunehmende Lichtverschmutzung im Umkreis des Observatoriums und die damit einhergehende abnehmende Leistungsfähigkeit des optischen Teleskops wurde der Betrieb in neuerer Zeit unrentabel. Deshalb wurde das Observatorium 2007 von der Universität Toronto versteigert. Den Zuschlag bekam die Firma Corsica Development, Inc., die 2009 der Royal Astronomical Society of Canada den Betrieb als Lehrstätte erlaubte. Heute finden im Observatorium Führungen und vereinzelt wissenschaftliche Beobachtungen statt.